# Canton de Bonneval
Pour les articles homonymes, voir Bonneval.
Le canton de Bonneval est une ancienne division administrative française située dans le département d'Eure-et-Loir et la région Centre-Val de Loire.

## Géographie
Ce canton était organisé autour de Bonneval dans l'arrondissement de Châteaudun. Son altitude variait de 112 m (Bonneval) à 182 m (Montharville) pour une altitude moyenne de 144 m.

## Représentation

### Conseillers généraux de 1833 à 2015
| Période | Période          | Identité                                          | Étiquette                        | Qualité |
| ------- | ---------------- | ------------------------------------------------- | -------------------------------- | --- |
| 1833    | 1847 (décès)     | Jean Jacques Hippolyte Delaforge                  |                                  | Juge de paix à Châteaudun, avocat et avoué |
| 1847    | 1855             | Joseph Augustin Victor Jumeau                     |                                  | Notaire et propriétaire à Bonneval, conseiller d'arrondissement |
| 1855    | 1870             | Baron puis Vicomte Gustave-Charles-Prosper Reille | Majorité dynastique Centre droit | Capitaine de frégate Député d'Eure-et-Loir (1853-1870) |
| 1870    | 1877             | Florent Armand Guillaumin                         | Droite                           | Cultivateur, marchand farinier Maire de Saint-Maur-sur-le-Loir |
| 1877    | 1883             | Charles Eloy Cyprien Legrand                      | Républicain                      | Ancien notaire, propriétaire à Bonneval |
| 1883    | 1919             | Charles Eugène Jouanneau (1835-1921)              | Rad.                             | Clerc de notaire, propriétaire à Guibert Maire de Bonneval (1903-1919) |
| 1919    | 1929 (décès)     | Émile Peigné                                      | Rad.                             | Apiculteur Député d'Eure-et-Loir (1924-1929) Maire de Bonneval |
| 1929    | 1937             | Charles-Félix Maupu                               | Rad.                             | Négociant, entrepreneur de transport Maire de Bonneval (1935-1937), conseiller d'arrondissement |
| 1937    | 1940             | Maurice Décourtye                                 | Rad.                             | Instituteur Adjoint au Maire de Bonneval Résistant, déporté à Oranienburg Maire en 1944 |
|         |                  |                                                   |                                  | |
| 1943    | 1945             | Léon Colas                                        | ?                                | Minotier Maire de Saumeray Nommé conseiller départemental en 1943 |
|         |                  |                                                   |                                  | |
| 1945    | 1951             | Gaëtan Lamirault                                  | SFIO                             | Cultivateur - Maire d'Alluyes |
| 1951    | 1961 (décès)     | Alain Patel                                       | Rad.                             | Médecin |
| 1961    | 1982             | Gaëtan Lamirault                                  | SFIO puis PS puis PSU puis DVG   | Agriculteur - Maire d'Alluyes |
| 1982    | 1988             | René Haricot                                      | PS                               | Ancien instituteur Adjoint au Maire de Bonneval |
| 1988    | 2001 (démission) | Joël Billard                                      | DL                               | Comptable Maire de Bonneval depuis 1995 (réélu en mars 2001 Suppléant du député Maurice Dousset (1993-1997), il devient sénateur d'Eure-et-Loir en novembre 2001 à la suite du décès de Martial Taugourdeau dont il était le suppléant) |
| 2001    | 2015             | Michel Boisard                                    | UDI                              | Ancien professeur de mathématiques Adjoint au maire de Bonneval |

### Conseillers d'arrondissement (de 1833 à 1940)
Le canton de Bonneval avait deux conseillers d'arrondissement.
| Période                                  | Période      | Identité                                        | Étiquette | Qualité |
| ---------------------------------------- | ------------ | ----------------------------------------------- | --------- | --- |
| 1833                                     | 1839         | Charles Sylvestre Hippolyte Fouquet (1786-1863) |           | Cultivateur, maire de Vitray                                                                                |
| 1833                                     | 1839         | Désiré Roullier (1790-1858)                     |           | Ancien notaire, ancien maire de Bonneval                                                                    |
| 1839                                     | 1847         | Joseph Augustin Victor Jumeau                   |           | Notaire à Bonneval                                                                                          |
| 1839                                     | 1848         | Louis Jacques Ferron (1790-1877)                |           | Farinier, propriétaire à Saint-Évroult                                                                      |
|                                          |              |                                                 |           | |
|                                          | 1885 (décès) | M. Chevallier                                   |           | |
|                                          |              |                                                 |           | |
| 1919                                     | 1928         | Charles Félix Maupu                             | Radical   | Négociant à Bonneval                                                                                        |
| 1919                                     | 1928         | Georges Désiré Claveau (1867-1933)              | Radical   | Cultivateur à Lutz-en-Dunois puis à Saumeray                                                                |
| 1928                                     | 1940         | Jules Fréon                                     | Radical   | Maire de Saint-Maur-sur-le-Loir                                                                             |
| 1928                                     | 1940         | Eugène Sadorge                                  |           | Maire d'Alluyes                                                                                             |
| 1940                                     |              |                                                 |           | Les conseils d'arrondissement ont été suspendus par la loi du 12 octobre 1940 et n'ont jamais été réactivés |
| Les données manquantes sont à compléter. |              |                                                 |           | |

## Composition
Le canton de Bonneval regroupait vingt communes et comptait 11 919 habitants (recensement de 2013 sans doubles comptes).
| Nom                    | Code Insee | Intercommunalité      | Superficie (km2) | Population (dernière pop. légale) | Densité (hab./km2) |
| ---------------------- | ---------- | --------------------- | ---------------- | --------------------------------- | ------------------ |
| Bonneval (chef-lieu)   | 28051      | CC du Bonnevalais     | 28,78            | 4 919 (2014)                      | 171                |
| Alluyes                | 28005      | CC du Bonnevalais     | 19,58            | 766 (2014)                        | 39                 |
| Bouville               | 28057      | CC du Bonnevalais     | 15,65            | 576 (2014)                        | 37                 |
| Bullainville           | 28065      | CC du Bonnevalais     | 6,66             | 108 (2014)                        | 16                 |
| Dancy                  | 28126      | CC du Bonnevalais     | 9,90             | 216 (2014)                        | 22                 |
| Flacey                 | 28153      | CC du Bonnevalais     | 13,99            | 212 (2014)                        | 15                 |
| Le Gault-Saint-Denis   | 28176      | CC du Bonnevalais     | 23,35            | 672 (2014)                        | 29                 |
| Meslay-le-Vidame       | 28246      | CA Chartres Métropole | 14,67            | 537 (2014)                        | 37                 |
| Montboissier           | 28259      | CC du Bonnevalais     | 13,94            | 328 (2014)                        | 24                 |
| Montharville           | 28260      | CC du Bonnevalais     | 6,34             | 95 (2014)                         | 15                 |
| Moriers                | 28270      | CC du Bonnevalais     | 9,03             | 215 (2014)                        | 24                 |
| Neuvy-en-Dunois        | 28277      | CC du Bonnevalais     | 25,87            | 323 (2014)                        | 12                 |
| Pré-Saint-Évroult      | 28305      | CC du Bonnevalais     | 21,55            | 290 (2014)                        | 13                 |
| Pré-Saint-Martin       | 28306      | CC du Bonnevalais     | 7,25             | 183 (2014)                        | 25                 |
| Saint-Maur-sur-le-Loir | 28353      | CC du Bonnevalais     | 16,54            | 426 (2014)                        | 26                 |
| Sancheville            | 28364      | CC du Bonnevalais     | 21,77            | 850 (2014)                        | 39                 |
| Saumeray               | 28370      | CC du Bonnevalais     | 19,46            | 469 (2014)                        | 24                 |
| Trizay-lès-Bonneval    | 28396      | CC du Bonnevalais     | 9,77             | 330 (2014)                        | 34                 |
| Villiers-Saint-Orien   | 28418      | CC du Bonnevalais     | 15,11            | 165 (2014)                        | 11                 |
| Vitray-en-Beauce       | 28419      | CA Chartres Métropole | 10,92            | 357 (2014)                        | 33                 |

## Démographie
| 1962   | 1968   | 1975   | 1982   | 1990   | 1999   | 2006   | 2011   | 2012   |
| ------ | ------ | ------ | ------ | ------ | ------ | ------ | ------ | ------ |
| 11 529 | 11 300 | 10 691 | 10 426 | 10 060 | 10 152 | 10 605 | 11 684 | 11 820 |